# Marienkirche (Pirna)

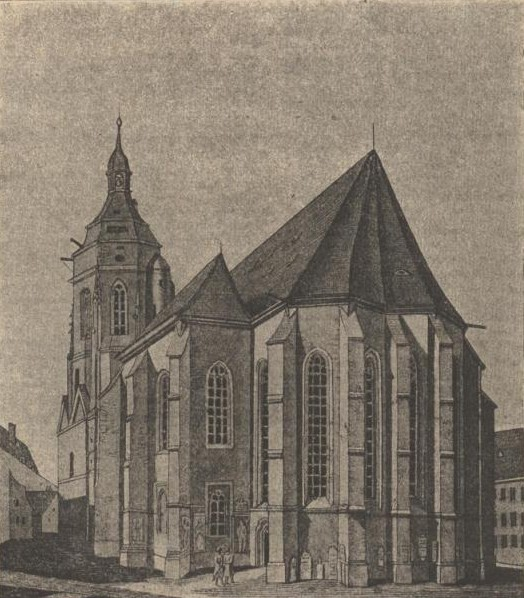
Vista cap al 1800

La Marienkirche (català: Església de Santa Maria) és la principal església evangèlica luterana de Pirna (Alemanya). Construïda a principis del segle XVI, és una de les esglésies tipus sala del gòtic tardà més grans de Saxònia. L'església, situada a la Kirchplatz (plaça de l'Església) 14, al nucli antic, està catalogada.

## Construcció

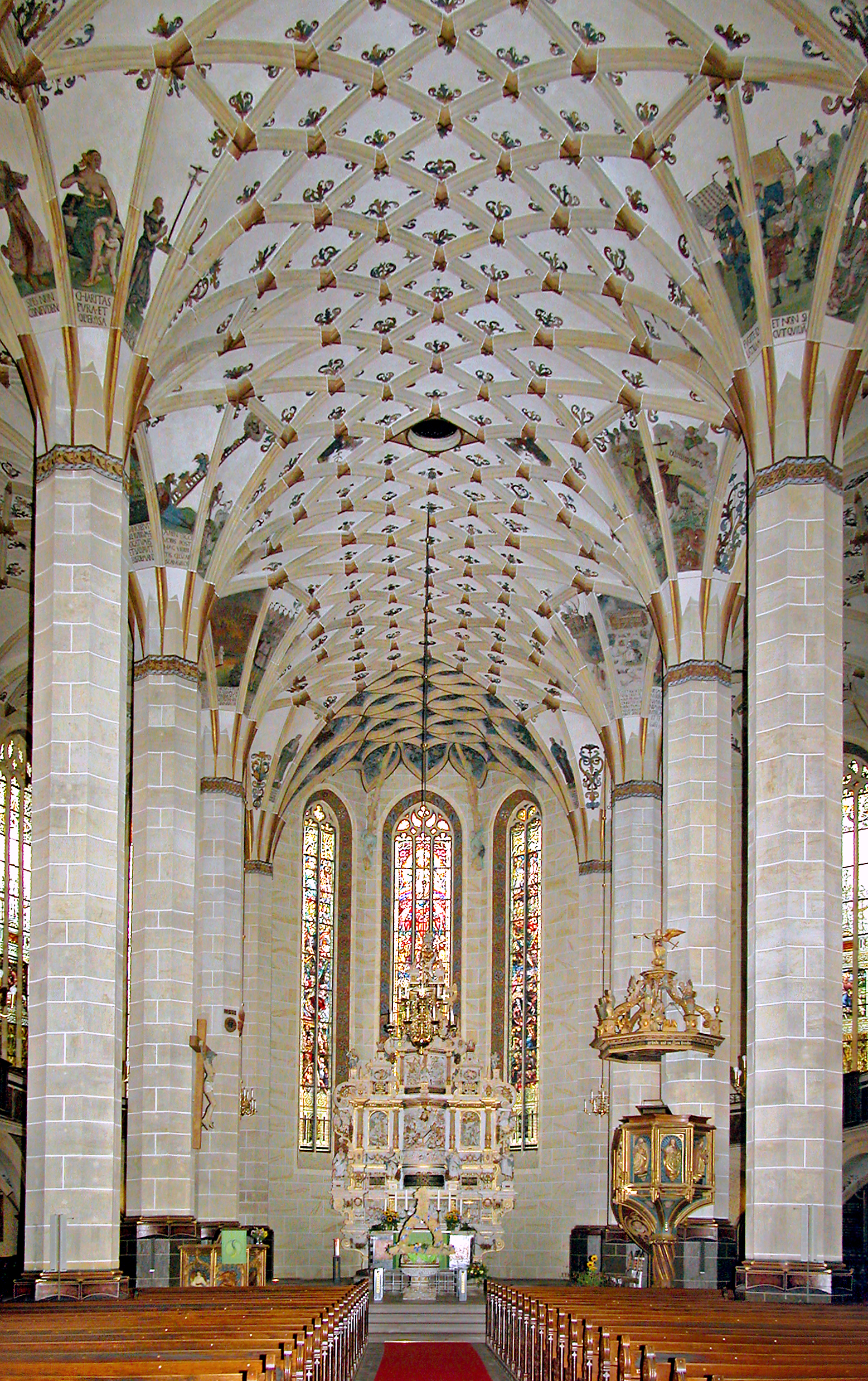
Vista de l'interior de l'església

### Edifici
S'han trobat restes d'un edifici anterior del segle XIII. La torre de l'angle sud-oest va ser construïda entre 1466 i 1479, però aviat es van haver d'enderrocar els seus dos pisos superiors i més tard va rebre la seva actual coberta.
L'església de tres naus, d'estil gòtic tardà, va ser construïda a partir del 1502 sota la direcció del mestre artesà Peter Ulrich (anomenat Peter de Pirna). Van començar a ponent i van continuar utilitzant l'església més antiga a les seves parts orientals. L'any 1510 es va construir l'estructura de la coberta sobre tres naus i mitja a l'oest. L'estructura de la coberta, que comença a la cornisa del ràfec a una alçada d'uns 18 metres, s'eleva a una alçada de 19,50 metres. És autoportant i, segons el plànol constructiu, carrega en les parets laterals i els pilars. El 1513/14 va morir Peter Ulrich i el capataz Markus Ribisch es va fer càrrec de la construcció. El 1537 va continuar la construcció Wolf Blechschmidt. El 1570/71, l'escultor Christoph Kramer, alumne de Hans Walther, va dissenyar galeries de pedra amb un extens programa d'imatges als costats oest i nord. El 1888/90 l'interior de l'església va rebre una versió uniforme de Friedrich Wilhelm Otto Dögel, completada per Theodor Quentin, que es va convertir en una figura clau en la preservació dels monuments saxons. La galeria sud també es va construir en aquella època i es va dissenyar de manera semblant a les de l'època renaixentista als costats oest i nord. L'última reforma es va acabar l'any 2005.

### Mobiliari

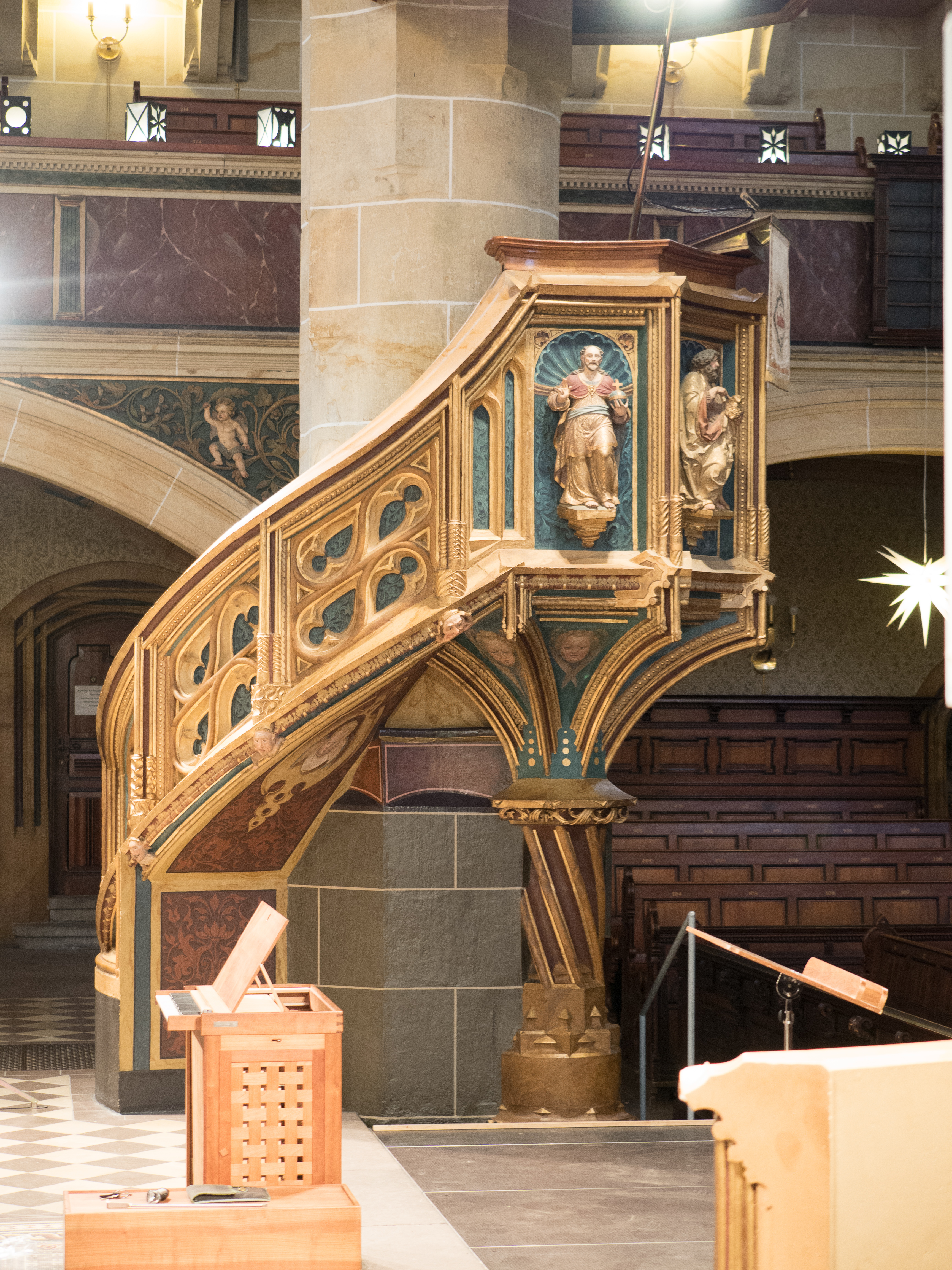
Púlpit dels voltants de 1520. L'escultura s'atribueix a Franz Maidburg

El púlpit, els relleus del qual s'atribueixen a l'escultor de Friberg Franz Maidburg, es va construir ja el 1520.[7] Originàriament es trobava al tercer pilar del costat sud des de ponent i es va traslladar al segle XIX. El 1576 va rebre la seva portada sonora de Christoph Kramer.
L'any 1561 es va aixecar la pica baptismal amb una base amb 26 figuretes infantils. Només el peu data d'aquest període i probablement va ser creat per Christoph Kramer de Dresden. L'any 1889/90 es va crear la copa amb representacions del diluvi universal, la travessa del Mar Roig, el baptisme de Jesús per Joan Baptista i el rentat de peus en estil (neo)renaixentista. Les quatre escenes simbolitzen el perdó dels pecats i el renaixement a través del baptisme.
L'elaborat altar renaixentista de pedra sorrenca va ser dissenyat pels germans Michael Schwenke i David Schwenke entre 1609 i 1612. Els relleus mostren escenes de l'Antic i del Nou Testament, amb la resurrecció de Crist al mig.

### Torre i campanes
La torre, de 60 metres d'alçada, és més antiga que l'actual església. Es va afegir a l'edifici anterior entre 1466 i 1479. A causa dels canvis de planta, parts de la torre que realment haurien de ser visibles des de l'exterior es troben ara a l'interior de l'església actual. Una finestra de la torre a la cambra de l'escala a l'esquerra de l'orgue permet una visió des de l'interior de l'escala de la torre a l'església. L'estructura de la coberta de diversos pisos està coronada per una cúpula de torre barroca. Des de 1994 ha tornat a albergar l'única campana de set parts de l'Església de l'Estat Saxó. Fins a principis del segle xx, el campaner/guaita vivia sobre les campanes, entre altres coses, havia de tocar les campanes.

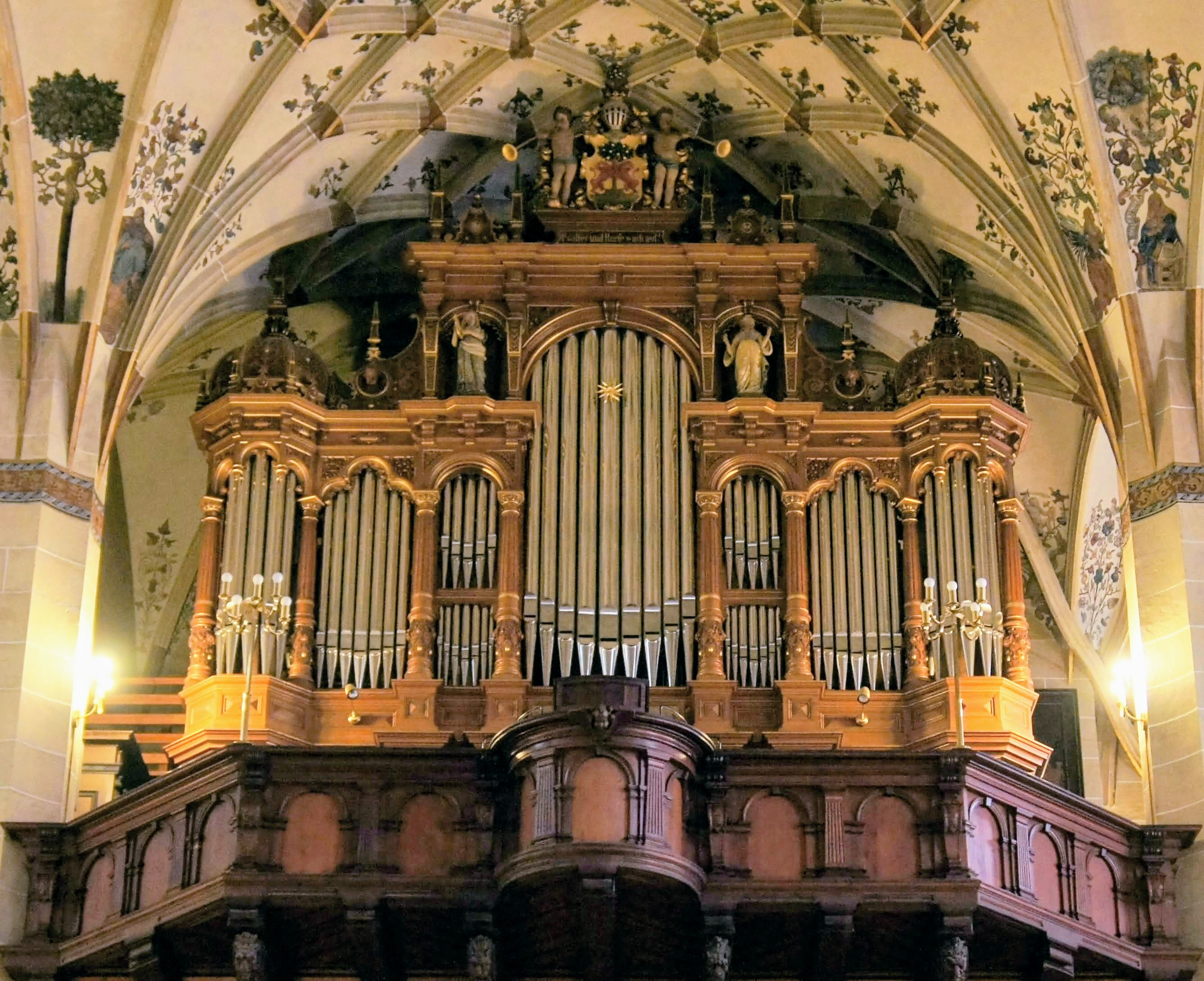
Orgue

## Orgue
L'orgue de l'església de Santa Maria va ser construït l'any 1842 per Friedrich Nikolaus Jahn (Dresden). L'instrument tenia inicialment 44 registres en dos teclats manuals i un de pedal. Entre 1889 i 1891 l'instrument va ser revisat per Julius Jahn i li va donar una nova caixa d'orgue. A la dècada de 1920, Johannes Jahn va construir un tercer manual, va ampliar la disposició a 56 registres i va equipar l'instrument amb el to pneumàtic i el mecanisme.